# Варава, Владимир Владимирович
Влади́мир Влади́мирович Варава (род. 31 мая 1967 года, Воронеж, СССР) — российский философ и писатель. Доктор философских наук (2005), профессор (2009). Эксперт Высшей политической школы имени Ивана Ильина (с 2024 года). Член Союза писателей России. Автор медиапроекта BIBLIOTEKA VVV.

## Биография
Родился 31 мая 1967 года в Воронеже.
В 1985—1987 годах проходил срочную службу в Вооружённых Силах СССР в пограничных войсках.
В 1988—2005 годах — инициатор творческих встреч с интеллигенцией в журнале «Подъём».
В 1994 году окончил факультет романо-германской филологии Воронежского государственного педагогического института по специальности «преподаватель английского и немецкого языков».
В 1994—1996 годах учился в аспирантуре Воронежской государственной лесотехнической академии.
В 1997 году под научным руководством доктора философских наук, профессора В. П. Фетисова защитил диссертацию на соискание учёной степени кандидата философских наук по теме «Социально-философские решения проблемы смысла жизни: На материале англо-язычной философии XX века» (специальность 09.00.11 — социальная философия).
С 1994 года преподавал в Воронежской государственной лесотехнической академии, где был доцентом и профессором кафедры философии и социально-гуманитарных наук.
В 1997—2004 годы преподаватель Воронежской православной духовной семинарии (ВПДС).
В 1999—2006 годы — член редакционной коллегии воронежского журнала «Подъём».
В 2000—2003 годах — организатор и руководитель философско-богословского кружка в Воронежской православной духовной семинарии.
В 2005 году в Тульском государственном педагогическом университете имени Л. Н. Толстого защитил диссертацию на соискание учёной степени доктора философских наук по теме «Смерть как проблема нравственной философии» (специальность 09.00.05 — этика); научный консультант — доктор философских наук, профессор В. П. Фетисов; официальные оппоненты — доктор философских наук, профессор Н. Д. Зотов-Матвеев, доктор философских наук, профессор О. С. Пугачёв и доктор философских наук, профессор С. П. Щавелёв; ведущая организация — МГУ имени М. В. Ломоносова.
С сентября 2007 по февраль 2008 года — внештатный сотрудник газеты «Вперёд».
В 2009 году присвоено учёное звание профессора. После чего работал в должности профессора кафедры культурологии факультета философии и психологии Воронежского государственного университета.
В 2016—2018 годах занимал должности декана религиоведческого факультета и проректора по научной работе Московского православного института святого Иоанна Богослова Российского православного университета.
В 2018—2021 годы — профессор Финансового университета при Правительстве Российской Федерации.
В 2021—2023 годы — профессор и заведующий кафедрой философии Московского государственного института культуры.
Печатался в журналах «Новый мир» «Человек», «Вопросы философии», «Сибирские огни», «Дон», «Москва», сетевых журналах «Топос», «Русский переплёт» и ряде других научных и философских альманахов. Под руководством В. В. Варавы проводится регулярный этико-философский семинар имени Андрея Платонова и философский онлайн-клуб «Декамерон»
Автор более 200 печатных работ по философии и культуре.

### Дети
- Варава Маргарита Владимировна
- Варава Андрей Владимирович

## Научные труды

### Монографии
- Варава В. В. На путях к смыслу 1999
- Варава В. В. Горизонты русского Бытия 2001
- Варава В. В. Этика исчезающей Благодати 2003
- Варава В. В. Этика неприятия смерти. — Воронеж: Изд-во ВГУ, 2005. — 240 с. (в 2010 переведена на сербский язык — Етика неприхватања смрти. — Београд: Логос, 2010. — 172 с.)
- Варава В. В. Псалтирь русского философа 2006
- Варава В. В. Живущих и ушедших встретить. Воронеж: Изд-во им. Е. Болховитинова, 2007. — 128 с.
- Варава В. В. Вечная философия. — Воронеж: ВГЛТА, 2007. — 64 с.
- Варава В. В. Пылинки. Сквозь мглу и красоту ускользающего мира 2010
- Варава В. В. Идолы смерти в современной культуре 2011
- Варава В. В. Неведомый Бог философии. — М.: Летний Сад, 2013. — 256 с. (Серия: «Современная русская философия»
- Варава В. В. Адвокат философии. — М.: Этерна, 2014. — 352 с. (Серия: «Философия — это интересно!»)
- Варава В. В. Божественная жизнь Глоры. — М.: Летний сад, 2016.
- Варава В. В. Интуиция смысла. — М.: Прометей, 2019.
- Варава В. В. Старая квартира. — М.: Летний сад, 2019.
- Варава В. В. Псалтырь русского философа. — М., 2020.
- Варава В. В. Седьмой день Сизифа (Эссе о смысле человеческого существования). — М.: Алгоритм, 2020.
- Варава В. В. Ожидание. Апофатические этюды. — М.: Проспект, 2021.

### Статьи
на русском языке
- Варава В. В. Социокультурные основания диспозиции «свой-чужой» // Диспозиция «свой-чужой» в культуре: монография / [под ред. А. С. Кравца (отв.ред), В. Т. Титова, Е. Н. Ищенко, Л. И. Гришаевой]. — Воронеж: Издательско-полиграфический центр Воронежского государственного университета, 2007. — С. 10-58. — 257 с.
- Варава В. В. Смерть // Русская философия: Энциклопедия / Под общ. ред. М. А. Маслина. М.: Алгоритм, 2007. — С. 510—512. — 736 с.
- Варава В. В. Труд миропонимания // Достоевский и мировая культура. Альманах. — № 22. — 2007. — С. 460—475.
- Варава В. В. Этика и русская философия // Вопросы философии. — № 8. — 2007. — С. 160—168.
- Варава В. В. Философия Отчего Края // Родная Ладога. Культурно-просветительский и литературно-художественный журнал. — № 3. — 2008. — С. 103—110.
- Варава В. В. О жизни, о времени и пространстве // Современный литературный процесс и творчество воронежских писателей. — Река Времени. — Воронеж, 2008. — С. 25-31.
- Варава В. В. Нравственная философия Николая Федорова // Н. Ф. Федоров: pro et contra: В 2 кн. Книга вторая / Сост. А. Г. Гачевой, С. Г. Семеновой. — СПб.: РХГА, 2008. — С. 927—964.
- Варава В. В. Современная российская танатология (опыт типологического описания) // HOMO MORTALIS — ЧЕЛОВЕК СМЕРТНЫЙ. Альманах / Сост. С. Роганов. — М.: ООО «Печатные традиции», 2009. — С. 95-113.
- Варава В. В. Единство и многообразие русской философии // Вопросы философии. — 2009. — № 2. — С. 167—171.
- Варава В. В. Формирование семейных ценностей современной молодёжи в свете философского наследия В. В. Розанова // Вестник ВГУ. Серия: Проблемы высшего образования. — 2009. — № 2. — С. 68-74.
- Варава В. В. Апофатическая философия о смерти и бессмертии // Оптина пустынь в русской культуре. Материалы VIII-х всероссийских чтений, посвящённых братьям Киреевским. — Калуга: Эйдос, — 2011. С. 50-56.
- Варава В. В. Псалтырь русского философа // Кто сегодня делает философию в России. Том II. / Автор-составитель А. С. Нилогов. — М.: Аграф, 2011. — С. 78-87.
- Варава В. В. Так чем же нам дорога русская философия? // Корольков А. А. Органика культуры. — Бийск: Бия, 2011. — С. 236—248.
- Варава В. В. Раздел 7. «Религия» // Воронежский импульс. Аналитический доклад. Культурная среда и культурная политика Воронежской области (анализ ситуации и стратегия развития). Воронеж 2013.
- Варава В. В. «Чёрная кошка познания», или Как философствуют антиязыком // Философия хозяйства. — № 6. — 2013. — С. 270—281.
- Варава В. В. Смерть // Русская философия: Энциклопедия / Под общ. ред. М. А. Маслина. — М. Книжный Клуб Книговек, 2014. С. 573—575.
- Варава В. В. Похищенная смерть. Танатологические будни современности // Новый мир, 2018.
- Варава В. В. Ветви тайны // Новый мир. № 11, 2019.
- Варава В. В. Этика культуры и жизни Георгия Гачева // Духовно-нравственное воспитание. 2020. № 3.
- Варава В. В. Феномен «танатологического ренессанса» в современной России // Известия Тульского государственного университета. 2020. № 1.
- Варава В. В. Философия смерти Н. Ф. Федорова: танатология, иммортология или нравственный вызов? // Соловьевские исследовани. Вып. 2 (66), 2020.

на других языках
- Varava V. V. Philosophy in the first person singular // New Eastern Europe. № 3 (XII), 2014. P. 238—243.
- Varava V. V. Magia istnienia. O literackiej filozofi Andreja Platonowa // Elewator. № 3/2019.

### Научная редакция
- Андрей Платонов. Философское дело : сборник научных статей / под ред. В. В. Варавы, С. А. Никольского ; Воронежский государственный университет. — Воронеж : Издательский дом ВГУ, 2014. — 352 с. ISBN 978-5-9273-2110-0

## Публицистика
- Варава В. В. Спасители вселенной (Детство в русской философской культуре) // Журнал «Подъём». — 2003. — № 6.
- Варава В. В. Философское дело Андрея Платонова // Литературная газета. — 2013.